# Cytisus procumbens
Espèce
Classification phylogénétique
Synonymes
- Genista procumbens Waldst.[1]
- Corothamnus procumbens (Waldst. & Kit. ex Willd.)C.Presl [1]

Cytisus procumbens est une espèce de plantes à fleurs de la famille des Fabaceae et du genre Cytisus. C'est un arbuste trouvé en Europe.

## Description
Cytisus procumbens est un arbuste d'une hauteur de moins d'un mètre généralement. La tige est couchée, très rameuse, à rameaux diffus, tuberculés. Les feuilles, courtement pétiolées, planes, unifoliolées, sont oblongues, ovales, les inférieures fasciculées, les supérieures alternes, glabrescentes en dessus, velues en dessous et sur les bords.
Les fleurs naissent au centre de fascicules de feuilles et forment des grappes lâches.
Le cultivar Zeelandia donne des fleurs roses.

## Répartition
Cytisus procumbens est présente en France, en Suisse, dans l'Italie septentrionale et dans les Balkans.

## Écologie
La fleur a pour parasite Chesias angeri (en), Protopirapion atratulum. La feuille a pour parasite Phyllonorycter staintoniella, Uromyces genistae. La racine a pour parasite Bembecia megillaeformis (en), Bembecia uroceriformis (en). La tige a pour parasite Anthaxia chevrieri (id), Trifurcula corothamni (en), Trifurcula pallidella.